# Yulia Tsibulskaya
Yulia Tsibulskaya (rumänisch Iulia Ţibulschi; moldauisch Юлия Цибулски; russisch Юлия Георгиевна Цибульская, Transkription Julija Georgijewna Zibulskaja; polnisch Julia Cybulska; * 15. Juni 1933 in Leova) ist eine moldauisch-russische Komponistin und Musikwissenschaftlerin.

## Biographie
Yulia Tsibulskaya kam 1933 in Leova zur Welt, das damals zu Bessarabien gehörte und unter rumänischer Kontrolle stand. Sie schloss ihr Studium an der Musikschule in Chișinău 1954 ab. 1960 absolvierte sie ihr Studium der Musiktheorie und Komposition am Sankt Petersburger Rimski-Korsakow-Konservatorium. Studienschwerpunkte waren volkstümliche Themen in den Werken von Karol Szymanowski and Frédéric Chopin. Prägend für Tsibulskayas weiteren künstlerischen Weg waren die Professoren Wadim Salmanow (Instrumentierung, Komposition), Alla Petrowna Maslakowez (Marija-Judina-Schülerin, Klavier), Theodosius Antonowitsch Rubzow (Folklore) und Alexander Naumowitsch Dolschanski (Polyphonie).
Von 1960 bis 1974 arbeitete Yulia Tsibulskaya als Musikpädagogin am Gavriil-Musicescu-Konservatorium in Chișinău. Von 1974 bis 1977 war sie wissenschaftliche Mitarbeiterin in der Abteilung für Ethnographie und Kunstwissenschaften, die bei der Akademie der Wissenschaften der Moldauischen SSR angesiedelt war. Von 1977 bis 1988 war sie Herausgeberin für Musik im Verlag „Literatura artistică“.
Yulia Tsibulskaya lebt gegenwärtig in Nürnberg.

## Auszeichnungen
- 1977: Aufnahme in die Komponisten-Union der UdSSR
- Nadeschda-Krupskaja-Preis des Erziehungsministeriums der Moldauischen SSR für ihre Verdienste um die Musikalische Bildung
- 1992: Geehrte Künstlerin Moldaviens
- 1995: Preis der UNESCO für die beste Chorkomposition für gemischten Chor (“Lullaby”)

## Veröffentlichungen

### Lieder
- Soare, soare, frăţioare!: Cântece pentru cei mici, Texte: Grigore Vieru[3]; Alcăt. E. Macaleţ, Cartea moldovenească, 1973.
- La poiană: «Zvon de frunză verde...», Kinderlied für zwei Stimmen und Klavier, Text: A. Blanovschi, Timpul (Chişinău), 1973.
- Greeraşul-lăutar: «Greeraşul a cântat...»: Kinderlied für Gesang und Klavier, Text: Grigore Vieru, Timpul (Chişinău), 1973.

## Bücher
- Cîntece din bătrîni, Illustrationen I. Cîrmu, Literatura artistică (Chişinău), 1983.
- mit Grigore Vieru, L. Sainciuc: Albinuţa: Сartea preşcolarului, Hyperion (Chişinău), 1991.
- mit Grigore Vieru, Iaroslav Iliinîc: Cîntînd cu iubire: Culeg. de cîntece, Hyperion (Chişinău), 1996.
- Dragă mi-i şi mult mi-i drag: Cântece populare, Illustrationen I. Cîrmu, Litera (Chişinău), 1998.
- Karol Szymanowski und die musikalische Folklore von Podhale in Karol Szymanowski: Erinnerungen, Artikel, Veröffentlichungen von I. I. Nikolskaya, Yu. V. Kreinina (Hrsg.), 1984. - S. 188–203. (russisch)